# Die Abweisung
Die Abweisung ist eine kurze Erzählung von Franz Kafka aus dem 1913 erschienenen Sammelband Betrachtung.

## Inhalt
Der Ich-Erzähler konstruiert gedanklich die Möglichkeit der Begegnung mit einem nicht weiter beschriebenen schönen Mädchen, das er bittet, mit ihm zu kommen, das aber stumm vorübergeht.
Zur Erklärung dieser Abweisung legt er ihr die Worte in den Mund, er sei nicht männlich genug, nicht weit gereist, nicht attraktiv. Als Antwort darauf nimmt er selbst Abstand von seinem Angebot. Auch er findet nun an dem Mädchen vieles auszusetzen, sie sei keine hohe Dame mit Dienerschaft, ihre Figur genüge nicht und ihre Kleidung sei veraltet, er nennt das Kleid „diese Lebensgefahr auf dem Leibe“.
Den fiktiven Dialog beendet das Mädchen mit der Bemerkung, es sei das Beste, wenn jeder allein nach Hause geht.

## Textanalyse
Hier findet ein fiktiver Dialog zwischen dem Ich und dem Mädchen statt, der in die Abweisung des Mädchens dem Ich gegenüber mündet.
Aber die gedachte Eingangskonstellation mutet befremdlich an. Wie hätte ein Mädchen – gerade in der prüden Zeit des beginnenden 20. Jahrhunderts – auf diese direkte Frage anders als mit stummem Vorübergehen reagieren sollen, außer sie wäre eine Prostituierte gewesen? Das Ignorieren des Mädchens war also zwangsläufig und die nachfolgenden Erklärungen mit der Abwertung beider Seiten, die nur im Kopf des Erzählers stattfinden, sind gesteigerte Phantasiegebilde im Rahmen einer fiktiven Situation.
Diese Art einer fast unangenehm-taxierenden Sicht auf Frauen findet man auch in zwei anderen Stücken aus Betrachtung, nämlich in Der Fahrgast und Kleider. Im Übrigen hat Kafka in ähnlicher Form auch seine zweimal Verlobte Felice Bauer in Tagebüchern beschrieben.
Die Abweisung ist eines der frühesten Werke – wohl 1906 entstanden – und gehört zu den selten interpretierten Kafka-Stücken.

## Ausgaben
- Sämtliche Erzählungen. Herausgegeben von Paul Raabe. Fischer Taschenbuch, Frankfurt am Main 1977, ISBN 3-596-21078-X.
- Erzählungen und andere ausgewählte Prosa. Herausgegeben von Roger Hermes. Fischer Taschenbuch, Frankfurt am Main 1996, ISBN 3-596-13270-3.
- Drucke zu Lebzeiten. S. Fischer, Frankfurt am Main 1996, ISBN 3-10-038152-1, S. 29f.